# Hypaeus annulifer
Hypaeus annulifer är en spindelart som beskrevs av Eugène Simon 1900. Hypaeus annulifer ingår i släktet Hypaeus och familjen hoppspindlar. Inga underarter finns listade i Catalogue of Life.